# Моррис, Ричард
Ричард Моррис (англ. Richard Morris; 8 сентября 1833 года ― 12 мая 1894 года) ― английский филолог и священник англиканской церкви. 

## Ранние годы и начало карьеры
Ричард Моррис родился в Бермондси 8 сентября 1833 года в семье валлийцев. Он получил педагогическое образование в колледже Святого Иоанна в Баттерси. В 1869 году он был назначен лектором по английскому языку и литературе в школе Королевского колледжа в Лондоне. 
В 1871 году он был рукоположен и два года служил викарием Церкви Христа в Камберуэлле. С 1875 по 1888 год он служил директором Королевской масонской школы для мальчиков в Вуд-Грин, а затем в течение короткого времени был мастером гимназии в Дедхэме, Эссекс. Получил ламбетовскую учёную степень LL.D. в 1870 году, которая была ему присвоена архиепископом Арчибальдом Тэтом. 

## Исследования
Ещё в 1857 году Моррис опубликовал небольшое сочинение «Этимология местных имён». Он был одним из первых, кто стал активным членом обществ Чосера, Филологического общества и Общества раннеанглийских текстов, основанных его давним другом, доктором Ф. Дж. Ферниваллом. Отмечается, что ни один из его коллег не превзошёл его в самоотверженности, которую он проявил в деле редактирования самых старых образцов английской национальной литературы из оригинальных рукописных манускриптов, основываясь на тех же научных принципах, которые были приняты академическими классиками. Между 1862 и 1880 годами он выпустил не менее двенадцати томов для Общества раннеанглийских текстов, в том числе три серии  Homilies (с 1868 г.) и две Alliterative Poems (1864). В 1866 году он редактировал стихотворения Джеффри Чосера для Aldine Poets (2-е изд. 1891). Это было первое издание, основанное на рукописях со времён Томаса Тирвитта, и оставалось образцовым до тех пор, пока его не заменило издание Уолтера Уильяма Скита 1894–1897 годов. В 1869 году Моррис редактировал сочинения Эдмунда Спенсера для издания Макмиллана Globe, снова используя в качестве источника оригинальные рукописи, а также первые издания. В 1867 году он опубликовал Specimens of Early English для Clarendon Press, Оксфорд, который был дополнен Скитом в более поздних изданиях. 
Многолетний опыт Морриса в качестве учителя также побудил его написать ряд успешных работ на педагогическую тематику. Первым из них был Historical Outlines of English Accidence (1872), который выдержал около двадцати изданий, прежде чем был тщательно отредактирован после смерти автора Генри Брэдли и Леоном Келлнером. В 1874 году Моррис опубликовал Elementary Lessons in Historical English Grammar и ещё в том же году ― курс English Grammar. 
Едва став получать большие гонорары, он отвернулся от изведанных путей в филологии, чтобы посвятить остаток своей жизни изучению пали, священного языка буддизма. Стимулом к этому послужила его дружба с профессором Томасом Рисом Дэвидсом, основателем Общества палийских текстов. Для этого объединения он отредактировал четыре текста между 1882 и 1888 годами, больше, чем любой другой участник общества до того момента. Но он не ограничился редактированием: его знакомство с развитием раннего английского языка заставило его проявить особый интерес к положению пали, который находился на полпути между древним санскритом и современными языками и начинал ответвляться на различные диалекты, известные как пракритс. Эти отношения пали он изложил в серии писем в Академию, которые были ценны не только своими лексикографическими фактами, но и как иллюстрация исторического роста языков Индии. Последней работой, которую он смог завершить, была статья на эту тему, которая ранее была им прочитана перед Международным конгрессом востоковедов в Лондоне в сентябре 1892 года. Однако он не успел лично исправить корректуру этой статьи для публикации в Transactions.

## Смерть
Последние два года своей жизни Моррис страдал от неизлечимой и мучительной болезни, которую он стойко переносил, сохраняя свою бодрость и любовь к науке до последнего. Он удалился в деревню Гарольд Вуд, графство Эссекс, где жил на окраине железной дороги.  Он умер 12 мая 1894 года и был похоронен в Хорнчерче. 

## Признание и наследие
28 мая 1874 года Оксфордский университет присвоил Моррису почётную степень магистра медицины. 
В 1893 году Уильям Гладстон назначил ему ежегодную пенсию в размере 150 фунтов стерлингов по цивильному листу; а после его смерти трём его дочерям были назначены новые пенсии в размере 25 фунтов стерлингов каждая. 
Большую часть его ценной филологической библиотеки приобрёл книготорговец Дэвид Натт.